# Matthew Betz
Matthew Betz (St. Louis, Missouri, 13 september 1881 - Los Angeles, 26 januari 1938) was een Amerikaans filmacteur. Na een uitgebreide carrière in de Amerikaanse cavalerie deed hij acht jaar aan vaudeville. Zijn eerste toneelstuk was Ellis Island. Tussen 1914 en 1937 speelde hij in 125 films.
Opmerkelijk genoeg speelde hij in twee (remake) films met de naam Salvation Nell. Het gaat hier om films uit 1921 en 1931. Het origineel van Salvation Nell stamt uit 1915 en is een verloren film.

## Gedeeltelijke filmografie
- Pirate Gold (1920)
- Salvation Nell (1921)
- Boomerang Bill (1922)
- The Siren of Seville (1924)
- The Lighthouse by the Sea (1924)
- The Way of a Girl (1925)
- The Unholy Three (1925)
- The Flame of the Yukon (1926)
- The Patent Leather Kid (1927)
- The Big City (1928)
- Girls Gone Wild (1929)
- Outside the Law (1930)
- The Big House (1930)
- Stout Hearts and Willing Hands (1931)

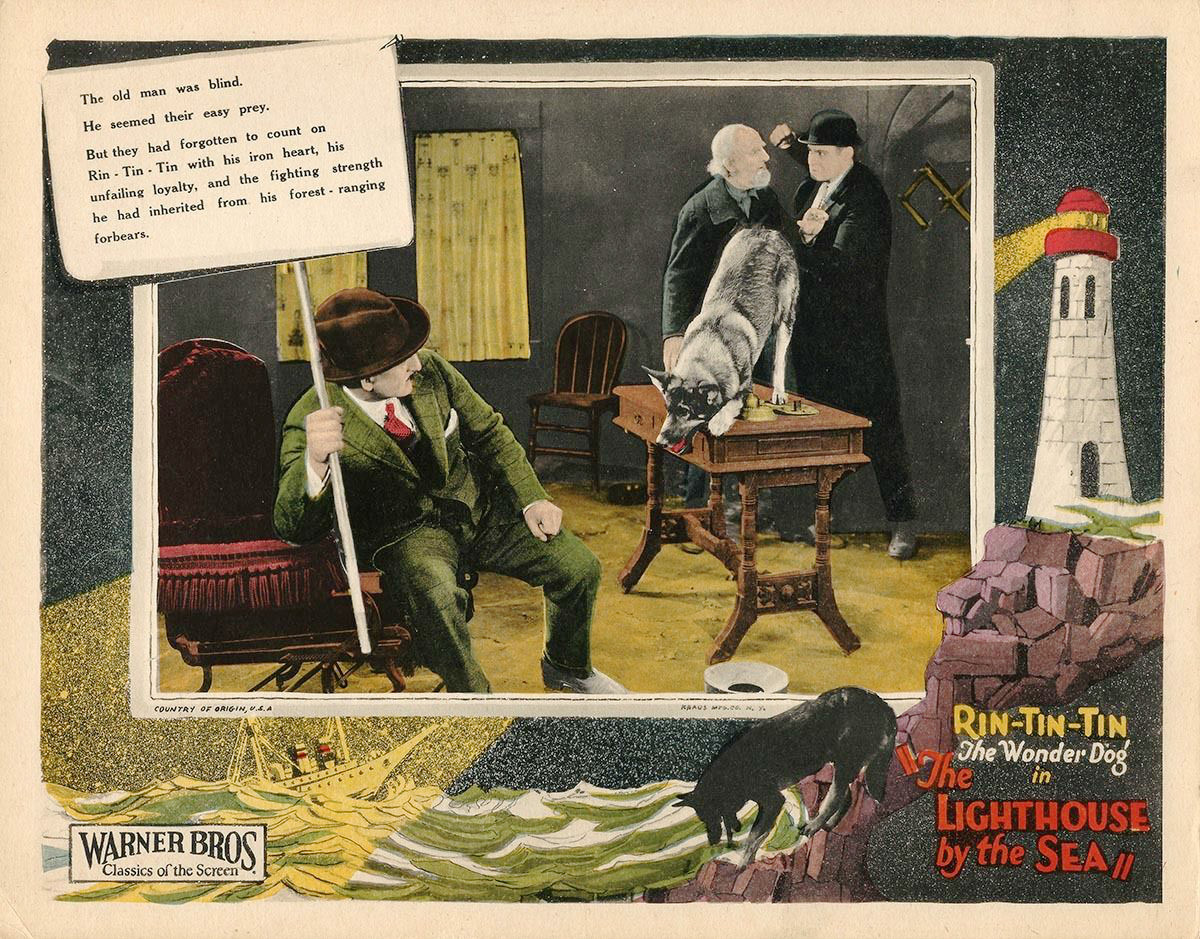
Matthew Betz (rechts) in Lighthouse By the Sea (1924)

- Salvation Nell (1931) (1931)
- The Hurricane Express (1932)
- Mystery of the Wax Museum (1933)
- Tarzan the Fearless (1933)
- The E-Flat Man (1935)
- Mississippi (1935)
- Jail Bait (1937)
- Jungle Menace (1937)

- Library of Congress Control Number: n2007011898
- Virtual International Authority File: 70835606
- WorldCat: E39PBJwxJF8v4dqyjR64GdTyh3